# The Disaster Artist
The Disaster Artist (bra: Artista do Desastre; prt: Um Desastre de Artista), anteriormente chamado de The Masterpiece, é um filme de comédia dramática e biográfica estadunidense dirigido, coproduzido e estrelado por James Franco, baseado no livro não ficcional The Disaster Artist, de Greg Sestero e Tom Bissell. Foi lançado em 12 de março de 2017. O filme foi recebido com críticas geralmente favoráveis.

## Sinopse
O filme retrata a amizade precoce de Greg Sestero e Tommy Wiseau, o cineasta por trás do filme cult de 2003 The Room, e a realização do próprio filme.

## Elenco
- James Franco como Tommy Wiseau, responsável por escrever, dirigir, produzir e atuar (como Johnny) em The Room.
- Dave Franco como Greg Sestero, produtor do filme e atuando como Mark.
- Seth Rogen como Sandy Schklair, o supervisor do roteiro.
- Ari Graynor como Juliette Danielle, atriz de Lisa no filme.
- Alison Brie como Amber, namorada de Greg na época.
- Jacki Weaver como Carolyn Minnott, atriz de Claudette no filme.
- Paul Scheer como Raphael Smadja, o primeiro diretor de fotografia do filme.
- Josh Hutcherson como Philip Haldiman, ator de Denny no filme.
- Zac Efron como Dan Janjigian, ator de Chris-R no filme.
- June Diane Raphael como Robyn Paris, atriz de Michelle no filme.
- Megan Mullally como Sra. Sestero, mãe de Greg.
- Jason Mantzoukas como Peter Anway, vendedor da loja de equipamentos para cinema.
- Andrew Santino como Scott Holmes, ator de Mike no filme.
- Nathan Fielder como Kyle Vogt, ator de Peter no filme.
- Sharon Stone como Iris Burton, agente de Greg.
- Melanie Griffith como Jean Shelton, professora de teatro de Greg e Tommy.
- Hannibal Buress como Bill Meurer, dono da loja de equipamentos para cinema.

Algumas celebridades fazem participações, como Bryan Cranston, J.J. Abrams, Lizzy Caplan, Kristen Bell, Keegan-Michael Key, Adam Scott, Danny McBride, Angelyne, Kevin Smith e Ike Barinholtz que aparecem como eles mesmos. Bob Odenkirk aparece como um professor de atuação em Los Angeles e Judd Apatow aparece como um produtor de cinema. Outras participações incluem John Early, Joe Mande, Jessie Ennis, Dylan Minnette, Charlyne Yi, Tom Franco, Zoey Deutch, Sugar Lyn Beard, Brian Huskey, Randall Park, Jerrod Carmichael e Casey Wilson. Greg Sestero aparece como um assistente de direção de elenco, enquanto Tommy Wiseau aparece na cena pós-créditos como Henry.